# Illa de Karl-Alexander
Karl-Alexander (en rus: Остров Карла-Александра) és una illa deshabitada que es troba a la Terra de Francesc Josep, Rússia.

## Geografia
L'illa fa 29 km de llargada per 18 d'amplada en el seu punt màxim. La superfície és de 329 km², bona part d'ells coberts pel gel. El punt més alt de l'illa es troba a 365 msnm. Forma part del subgrup de la Terra de Zichy i es troba separada de l'illa Rainer, a l'est, per estret de 2,5 km i de l'illa de Jackson, al sud, per un estret de 6 km d'amplada.

## Història
L'illa va ser batejada per l'expedició austrohongaresa al Pol Nord en honor a un dels nobles que la finançà, Carles Alexandre I de Saxònia-Weimar-Eisenach, gran duc de Saxònia-Weimar-Eisenach.